# Vingilot
Vingilot est un navire dans le légendaire de l'écrivain britannique J. R. R. Tolkien. Il est construit par Eärendil et Círdan, et sert au premier à atteindre Aman. Les Valar l'envoient ensuite dans les cieux.

## Histoire
Le Vingilot est le navire blanc construit par Eärendil, avec l'aide de l'Elfe Círdan, pour traverser Belegaer, la Grande Mer, et atteindre Valinor, à l'ouest, d'où viendra le salut de la Terre du Milieu, dans les dernières décennies du Premier Âge. Outre Eärendil, son équipage comprend trois marins nommés Aerandir, Erellont et Falathar.
C'est sur ce navire qu'Eärendil est rejoint par sa femme Elwing (métamorphosée en mouette) qui a échappé au massacre de l'estuaire du Sirion par les fils de Fëanor. Par la suite il continue sa route et parvient finalement à Valinor en 542 P. A., où il est reçu par les Valar.
Après avoir convaincu les Valar d'intervenir en Terre du Milieu pour mettre fin à la domination de Morgoth, Eärendil n'a plus le droit de revenir sur les Terres Mortelles car il a eu le privilège de voir la Lumière d'Aman. Il choisit alors d'être rattaché à la race des Elfes et de voguer dans les cieux à bord du Vingilot, fixant à la proue de son vaisseau le Silmaril de Beren et de Lúthien.
Eärendil ne redescend qu'une seule fois en Terre du Milieu : lors de la bataille finale de la guerre de la Grande Colère, il affronte à bord du Vingilot le terrible dragon volant Ancalagon le Noir.
Depuis ce jour, Eärendil vogue la nuit sur le Vingilot, étoile apportant la lumière et ravivant l'espoir parmi les Peuples Libres (Hommes, Elfes, Hobbits ou Nains). Il veille à ce que Morgoth ne mette plus jamais les pieds en Arda et demeure dans la Nuit et le Néant.

## Noms
Vingilot est un nom sindarin dont l'équivalent en quenya est Vingilótë : ces noms signifient « fleur d'écume » (foam-flower).
En adûnaïque ce nom est transcrit par Rôthinzil, des racines roth « écume » et inzil « fleur ».

## Concept et création
Le personnage d'Eärendil est l'un des premiers créés dans le légendaire de Tolkien. Ce dernier lui consacre plusieurs poèmes à l'été 1914, dont un, L'Ordonnance du Ménestrel (The Bidding of the minstrel) est consacré à son navire, qui n'est pas encore nommé.
Ayant introduit le personnage d'Eärendel dans La Chute de Gondolin, Tolkien décide de poursuivre son histoire dans le Conte du Nauglafring. Finalement, il décide de laisser les deux histoires indépendantes et d'en écrire une troisième le Conte d'Eärendel. Pour cela, il écrit plusieurs brouillons sur la façon dont devait se dérouler le conte. Le navire d'Eärendel y est déjà nommé Vingilot. Au début des années 1920, Tolkien abandonne Les Contes Perdus, laissant le Conte d'Eärendel inachevé.
En 1926, Tolkien écrit L'Esquisse de la mythologie pour présenter son légendaire à Richard W. Reynolds afin qu'il puisse comprendre le contexte du Lai des Enfants de Húrin. Ce texte s'appuie pour l'histoire d'Eärendel sur le deuxième brouillon du conte, à ceci près que le Vingilot est élevé au ciel par les Valar et non par les oiseaux marins, qui disparaissent.
Tolkien réécrit et développe l'Esquisse de la mythologie en 1930, intitulant le nouveau manuscrit la « Quenta ». Après la publication du Hobbit, en 1937, Tolkien reprend la « Quenta », la révise et l'amplifie, en l'appelant « Quenta Silmarillion ». Le récit est très semblable à la version publiée du Silmarillion. Tolkien introduit quelques modifications mineures dans le conte après la publication du Seigneur des anneaux, comme la substitution d'Eärendil à Eärendel.

## Critique et analyse
Le vaisseau d'Eärendil, Vingilot, rappelle par son nom celui du héros britannique Vade (ou Wade des Helsings), appelé Guingelot dans une note de l'édition de Thomas Speght des œuvres de Chaucer (1598), où le vaisseau est mentionné deux fois, sans être nommé. Guinguelot serait une version normande de Wingelot selon John Garth, et il s'agit pour Tolkien de compléter la « longue et fabuleuse » histoire du navire, évoquée par Speght mais dont tout récit a été perdu. D'après Clive Tolley, Speght s'est sans doute trompé en attribuant ce nom au vaisseau de Vade, le nom correspondant plus souvent à celui du cheval de Gauvain dans la légende arthurienne, par exemple dans le roman de chevalerie Sire Gauvain et le Chevalier vert, étudié et traduit par Tolkien. Le rapprochement entre le Vingilot et le Guingelot est accentué par le fait que Tuor, père d'Eärendil, est appelé « Wade des Helsings » dans un brouillon du Lai d'Eärendel. Christopher Tolkien déclare que « nous pouvons exclure toute idée de coïncidence » à ce sujet.

## Adaptations
Les histoires dans lesquelles apparaissent le Vingilot et Eärendil n'ont pas été adaptées à la radio, au cinéma ou à la télévision. Cependant le Vingilot a pu inspirer des dessinateurs, comme John Howe, Ted Nasmith, Jef Murray ou encore Roger Garland.